# Amata thelebus
Amata thelebus är en fjärilsart som beskrevs av Mengel 1859. Amata thelebus ingår i släktet Amata och familjen björnspinnare. Inga underarter finns listade i Catalogue of Life.